# Kardinaal-grootpenitentiarius
De kardinaal-grootpenitentiarius, ook wel kardinaal-grootpenitencier genoemd (Latijn: Paenitentiarius Maior), is het hoofd van de Apostolische Penitentiarie, een tribunaal van de Romeinse Curie, dat zich bezighoudt met het verlenen van aflaten en het verlenen van dispensatie bij gewetenskwesties. Uit naam van de paus kan de kardinaal-grootpenitentiarius tevens absolutie verlenen aan gelovigen die zich schuldig hebben gemaakt aan misdrijven die door de gewone biecht niet vergeven kunnen worden, waaronder bijvoorbeeld moord.
In de periode van sedisvacatie is de kardinaal-grootpenitentiarius een van de weinige leden van het kardinalencollege aan wie het toegestaan is zijn functies te continueren en derhalve te communiceren met de buitenwereld. Een functionaris die zonder kardinaal te zijn tot grootpenitentiarius en hoofd van de Apostolische Penitentiarie wordt benoemd, wordt pro-grootpenitentiarius genoemd.
Door de eeuwen heen hebben verschillende kardinalen, voorafgaand aan hun pontificaat, de functie van kardinaal-grootpenitentiarius bekleed:
- Gui Foucault (1263–1265): paus Clemens IV
- Pierre de Tarentaise (1273–1276): paus Innocentius V
- Etienne Aubert (1348–1352): paus Innocentius VI
- Giuliano della Rovere (1476–1503): paus Julius II
- Ippolito Aldobrandini (1586–1592): paus Clemens VIII
- Francesco Saverio Castiglioni (1821–1829): paus Pius VIII

In de periode 1 oktober 1915 tot 12 maart 1918 werd de functie bekleed door de Nederlandse kardinaal Willem Marinus van Rossum.
Sinds 6 april 2024 is Angelo De Donatis grootpenitentiarius.